# Корма (Борисовський район)
Корма (біл. вёска Карма) — село в складі Борисовського району Мінської області, Білорусь. Село належало Метченській сільській раді, розташоване в східній частині області.